# Bedřich Smetana
« Smetana » redirige ici. Pour le produit laitier, voir Smetana (produit laitier).
Bedřich Smetana (prononcé en tchèque : /ˈbɛdr̝ɪx ˈsmɛtana/ ), né le 2 mars 1824 à Litomyšl et mort le 12 mai 1884 à Prague, est un compositeur tchèque. Il est célèbre pour son poème symphonique Vltava (La Moldau), le deuxième d'un cycle de six intitulé Má Vlast (Ma patrie), ainsi que pour son opéra La Fiancée vendue,.  

## Biographie
Bedřich Smetana est né en Bohême d'un père brasseur et bon musicien. Le seul parmi onze enfants à atteindre l'âge adulte, il apprend le piano et le violon dans son enfance. À huit ans, il compose déjà, mais son père voit sa carrière musicale d'un mauvais œil et veut faire de Bedřich un économiste. Pourtant, après ses études au lycée de Pilsen, Bedřich étudie la musique à Prague , où il devient maître de musique chez le comte Leopold Thun. Franz Liszt le soutient financièrement lors de l'édition de ses premières œuvres et de la fondation d'une école de musique en 1848,. Il s'engage dans le mouvement nationaliste tchèque.
Il doit différer un mariage avec une jeune pianiste, Katerina Kolarova, mais se marie quand même en août 1849. Après quelques années, il perd trois de ses quatre filles, et son épouse est atteinte de tuberculose.
En 1856, Smetana s'installe à Göteborg en Suède, où il mène une activité d'enseignant, de chef d'orchestre et de musicien de musique de chambre. De retour à Prague en 1863, il fonde une autre école de musique, dans le but de promouvoir la musique tchèque. Il est nommé chef d'orchestre de l'Opéra de Prague en 1866, où Antonín Dvořák joue de l'alto et compose également. Les deux hommes se lient rapidement d'amitié.
En 1874, atteint d'une surdité due probablement à la syphilis, il doit mettre fin à ses fonctions de direction d'orchestre. Il se consacre alors exclusivement à la composition, étant complètement sourd et soufrant d'acouphènes. En 1875, sa santé déclinant, il se réfugie à Jabkenice, un village de Bohême centrale. Il est interné (en hôpital psychiatrique) en 1883 à Prague, et décède le 12 mai 1884.
Il est enterré au cimetière de Vyšehrad (le même cimetière qu'Antonín Dvořák à Prague).

## Musique

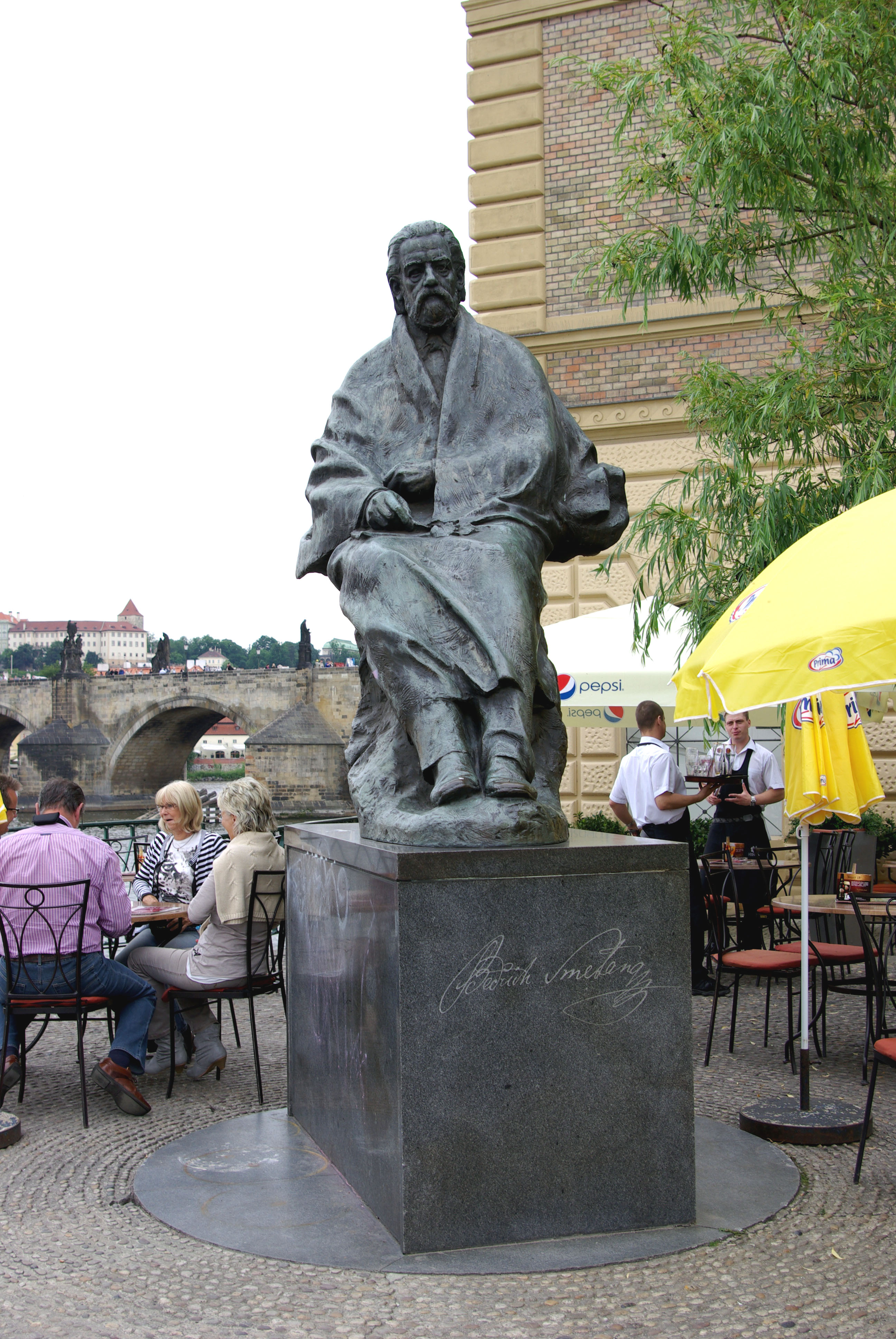
La statue de Smetana, près du Pont Charles à Prague.

Smetana fut le premier compositeur à utiliser des éléments spécifiquement tchèques dans sa musique. Ses opéras sont fondés sur des thèmes tchèques, et il utilisa beaucoup de rythmes et de mélodies du folklore tchèque dans ses compositions. Les Brandebourgeois en Bohême est le premier opéra entièrement écrit en tchèque. Il influença profondément la vie musicale des pays de Bohême, non seulement par son art de la composition mais par son implication dans la vie artistique pragoise. L'influence de son œuvre ne se limita pas à ses compatriotes (Antonín Dvořák, Zdeněk Fibich…) puisqu'un compositeur comme Arnold Schönberg saura reconnaître sa dette envers Smetana.
Le Printemps de Prague, célèbre festival de musique classique, s'ouvre chaque année le 12 mai, date anniversaire de la mort de Smetana, par une interprétation de Ma Patrie, son cycle de six poèmes symphoniques.

## Œuvre
Bedřich Smetana laisse environ 149 œuvres musicales.

### Opéras
- Braniboři v Čechách (Les Brandebourgeois en Bohême) (1862–1863, première 1866)
- Dalibor (1866–1867, première 1868)
- Prodaná nevěsta (La Fiancée vendue) (1864–1866, première 1866)
- Libuše (en) (1872, première 1881)
- Dvě vdovy (cs) (Les Deux Veuves) (1873–1874, première 1874)
- Hubička (cs) (Le Baiser) (1875–1876, première 1876)
- Tajemství (Le Secret) (1877–1878, première 1878)
- Čertova stěna (Le Mur du Diable) (1880, première 1882)
- Viola – inachevé (1872–1884)

### Orchestre
- Symphonie triomphale (1854)
- Švédské písně (chanson Suédoise) - Richard III, poème symphonique (1858)
- Le Camp de Wallenstein, poème symphonique (1859)
- Hakon Jarl, poème symphonique (1862)
- Má Vlast (Ma Patrie), cycle de 6 poèmes symphoniques (1879) dont Vltava (la Moldau).

### Musique de chambre
- Trio pour piano, violon et violoncelle, op.15
- Quatuor à cordes
  - Quatuor à cordes nº 1 (De ma vie) en mi mineur (1876)
  - Quatuor à cordes no 2 en ré mineur (1883)

### Piano
- Sonate en sol mineur (1846)
- Bagatelles et impromptus
- Six pièces caractéristiques
- Feuillets d'album opus 2
- Feuillets d'album opus 3
- Esquisses, opus 4
- Esquisses, opus 5
- Rêves
- Danses tchèques

## Hommages
En astronomie, sont nommés en son honneur le cratère mercurien Smetana, depuis 1985, et l'astéroïde (2047) Smetana, découvert en 1971.